# Valparaíso (Petrópolis)
Valparaíso é um bairro da zona sul cidade de Petrópolis, estado do Rio de Janeiro.
Possui um dos pontos turísticos mais visitados em Petrópolis, o Trono de Fátima. O monumento, onde há uma imensa imagem de Nossa Senhora de Fátima, foi construído em 1947, como local de oração. A cúpula protetora apóia-se em 7 colunas, representando os dons do Espírito Santo. Sobre a cúpula está colocado um anjo com 1m de altura. A imagem da virgem mede 3,50m esculpida na Itália e na parte inferior há uma capela e sala de ex-votos. 